# Urruti
Francisco Javier González Urruticoechea (San Sebastián, 17 de febrero de 1952-Esplugas de Llobregat, 24 de mayo de 2001), más conocido como Urruti, fue un futbolista español. Es considerado como uno de los mejores guardametas del fútbol español y europeo de los años 80.[cita requerida] Su primer equipo fue la Real Sociedad. Llegó a disputar tres Campeonatos del Mundo consecutivos con la selección española, sin embargo no consiguió jugar en ninguno de ellos pues su figura se vería eclipsada por el también guardameta Luis Miguel Arconada.
Urruti falleció en un accidente de circulación a los 49 años de edad.

## Biografía
Se inició jugando en la S.D. Lengokoak, pasando después a jugar en el Sanse (filial de la Real Sociedad). En el año 1973 debuta con el primer equipo de la Real Sociedad.
Jugó durante trece años en la Primera división de la Liga española de fútbol en la Real Sociedad de San Sebastián, en el Espanyol (al que fue traspasado a mediados de la temporada 1977/1978) y en el Barcelona, club donde consiguió sus mayores éxitos profesionales y su mayor prestigio. 
En la temporada 1983-84, siendo guardameta del FC Barcelona, ganó el Trofeo Zamora al portero menos goleado de la Liga, al encajar 26 goles en 34 partidos.

### Selección nacional
A pesar de que fue habitual en las convocatorias de la Selección española, la titularidad de Luis Miguel Arconada tan sólo le permitió jugar cinco partidos como titular, en los que encajó 6 goles.
Debutó en Gijón el 29 de marzo de 1978 en el encuentro entre España y Noruega venciendo por tres goles a cero.
Jugó su último partido como internacional en Copenhague el 21 de mayo de 1980 en el Dinamarca 2-2 España.
Estuvo convocado en los Mundiales de Argentina 78, España 82 y México 86, aunque no jugó en ninguno de ellos. También estuvo aunque sin jugar en la Eurocopa de Italia '80

### Muerte
El día 23 de mayo de 2001 pasó el día participando en un torneo de golf, su deporte favorito, en Sitges y vio la final de la Liga de Campeones de la UEFA 2000-01 en la población de Villanueva y Geltrú, animando al Valencia. Sobre las 3 horas y tras ofrecerle amigos llevarlo a su casa, cogió su vehículo, un Mercedes SL 320 para dirigirse a su domicilio. Su amigo íntimo Josep Miquel Guasch explicó: "Me llamó por el móvil y me dijo: Sé que sufres por mí, tranquilo, voy a 80.", fue la última persona que habló con él.
A las 3:37 horas del día 24 de mayo de 2001, cuando circulaba por la Ronda de Dalt dirección Besós, a la altura de la salida 15, perdió el control de su vehículo, golpeando con las vallas de protección situadas a ambos lados, saliendo su cuerpo despedido al no llevar colocado el cinturón de seguridad, falleciendo en el acto.
El funeral del día siguiente se ofició en la iglesia de Santa Tecla de Barcelona, siendo enterrado en el cementerio de Les Corts, junto al estadio del Camp Nou, lugar en el que tantos éxitos vivió.

## Clubes
| Club            | País   | Año         |
| --------------- | ------ | ----------- |
| Real Sociedad   | España | 1973 - 1978 |
| R.C.D. Espanyol | España | 1978 - 1981 |
| F. C. Barcelona | España | 1981 - 1988 |

## Palmarés

### Torneos nacionales
| Título              | Club            | País   | Año  |
| ------------------- | --------------- | ------ | ---- |
| Copa del Rey        | F. C. Barcelona | España | 1981 |
| Copa de la Liga     | F. C. Barcelona | España | 1983 |
| Copa del Rey        | F. C. Barcelona | España | 1983 |
| Supercopa de España | F. C. Barcelona | España | 1983 |
| Liga Española       | F. C. Barcelona | España | 1985 |
| Copa de la Liga     | F. C. Barcelona | España | 1986 |
| Copa del Rey        | F. C. Barcelona | España | 1988 |

### Torneos internacionales
| Título           | Equipo (*)      | Sede      | Año  |
| ---------------- | --------------- | --------- | ---- |
| Recopa de Europa | F. C. Barcelona | Barcelona | 1982 |

### Distinciones individuales
| Distinción    | Año  |
| ------------- | ---- |
| Trofeo Zamora | 1984 |